# П'ять К

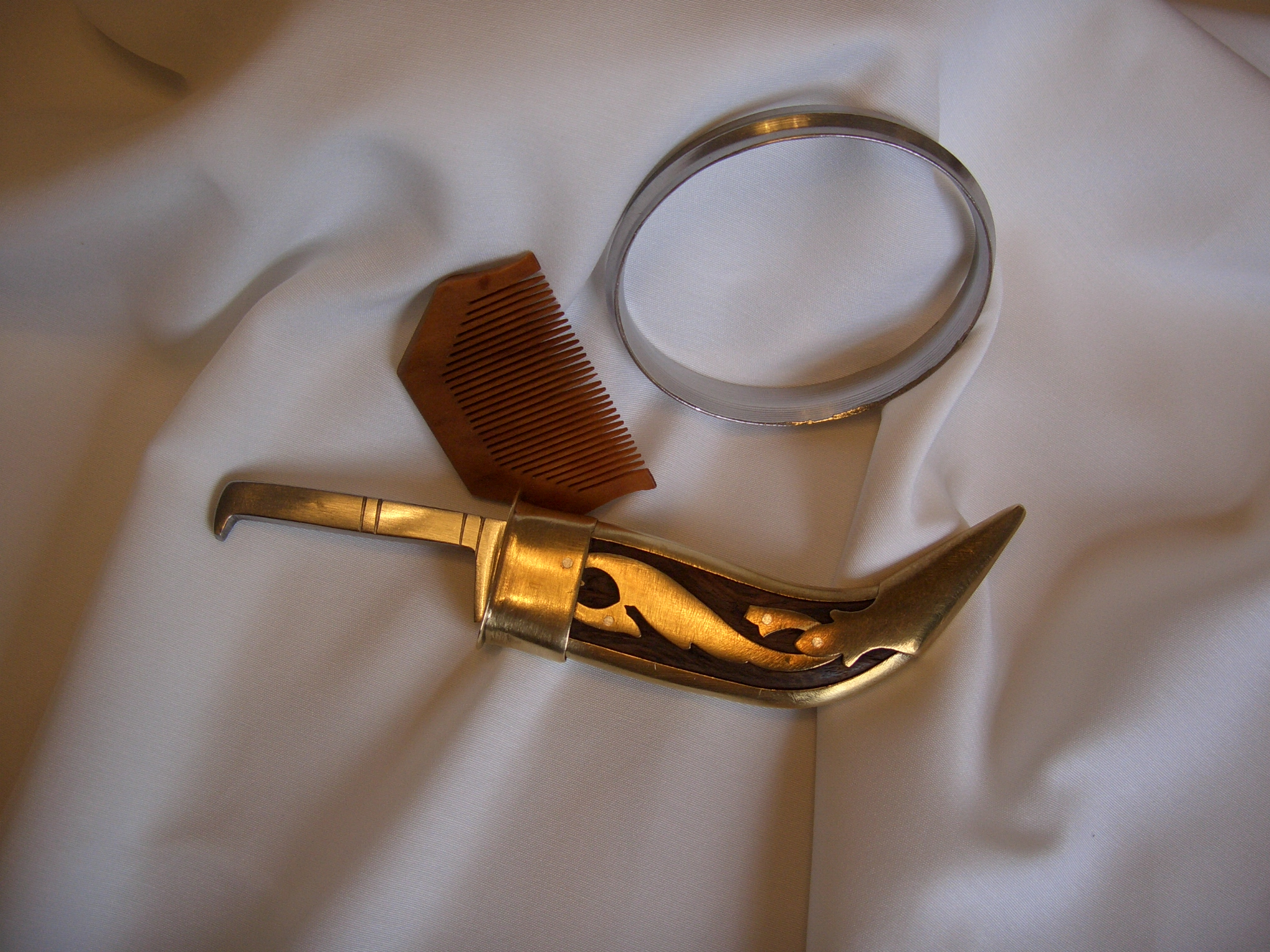
Канґа, кара та кирпан

П'ять К — п'ять предметів, які посвячені сикхи повинні завжди носити як зовнішній атрибут своєї віри за велінням десятого ґуру сикхізму Ґобінд Сіндха викладеному на церемонії Амріт Санчар в 1699. Сикхи наполягають на тому, що ці предмети не є символами, а предметами віри, що мають на меті засвідчити їхню ідентичність. За цими предметами посвяченого сикха завжди легко розпізнати.
Назви всіх предметів починаються на літеру К: кеш — необрізане волосся, канґа — гребінь, какча — спідня білизна на зразок трусів або шортів, кара — залізний браслет, кирпан — меч.

## Кеш

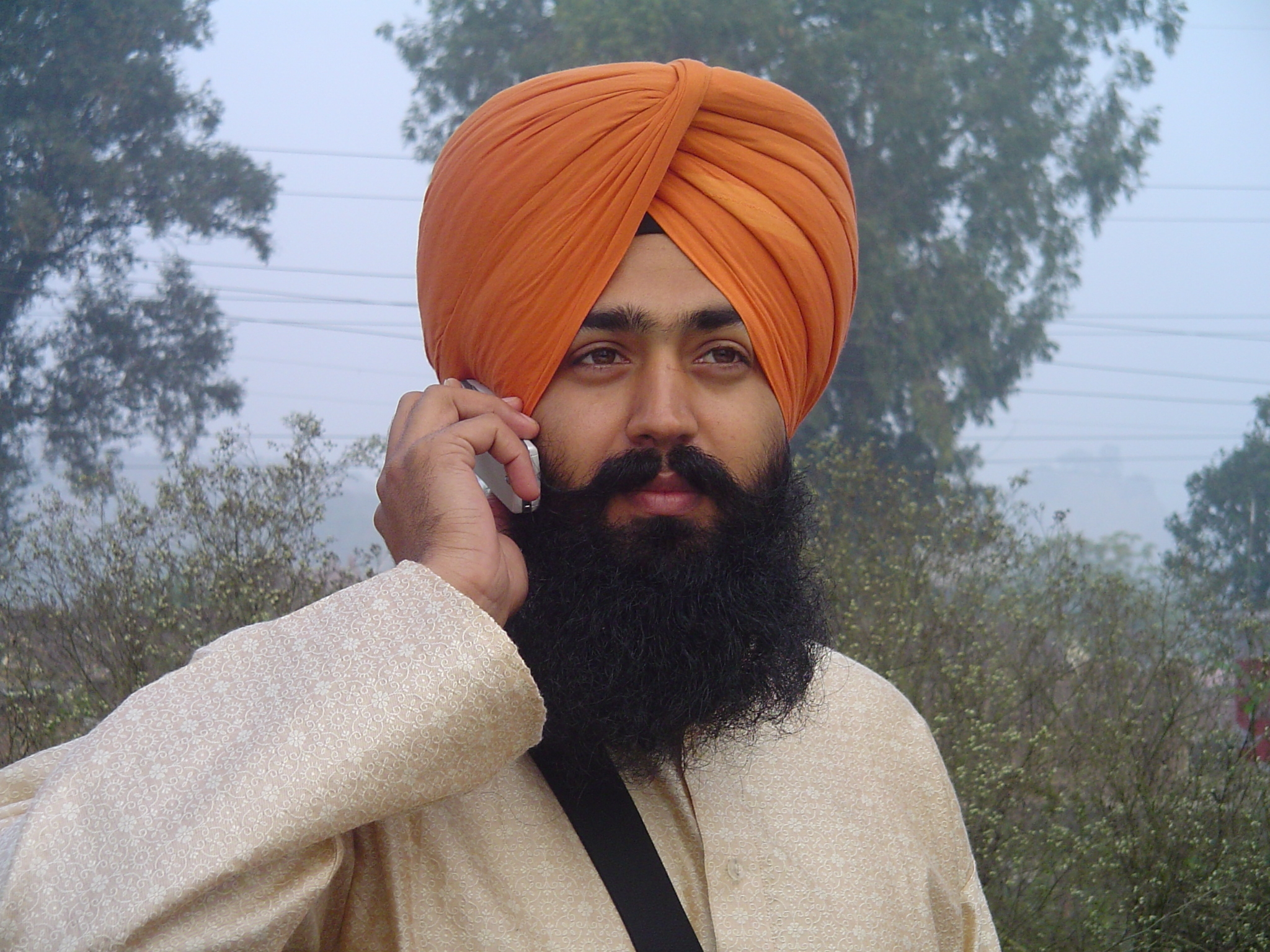
Сикх у тюрбані

Сикхи вважають волосся даром Бога, а тому не обрізають його. Тому вони здебільшого з міркувань акуратності та зручності носять тюрбани, під яким ховають довге волосся.

## Канґа

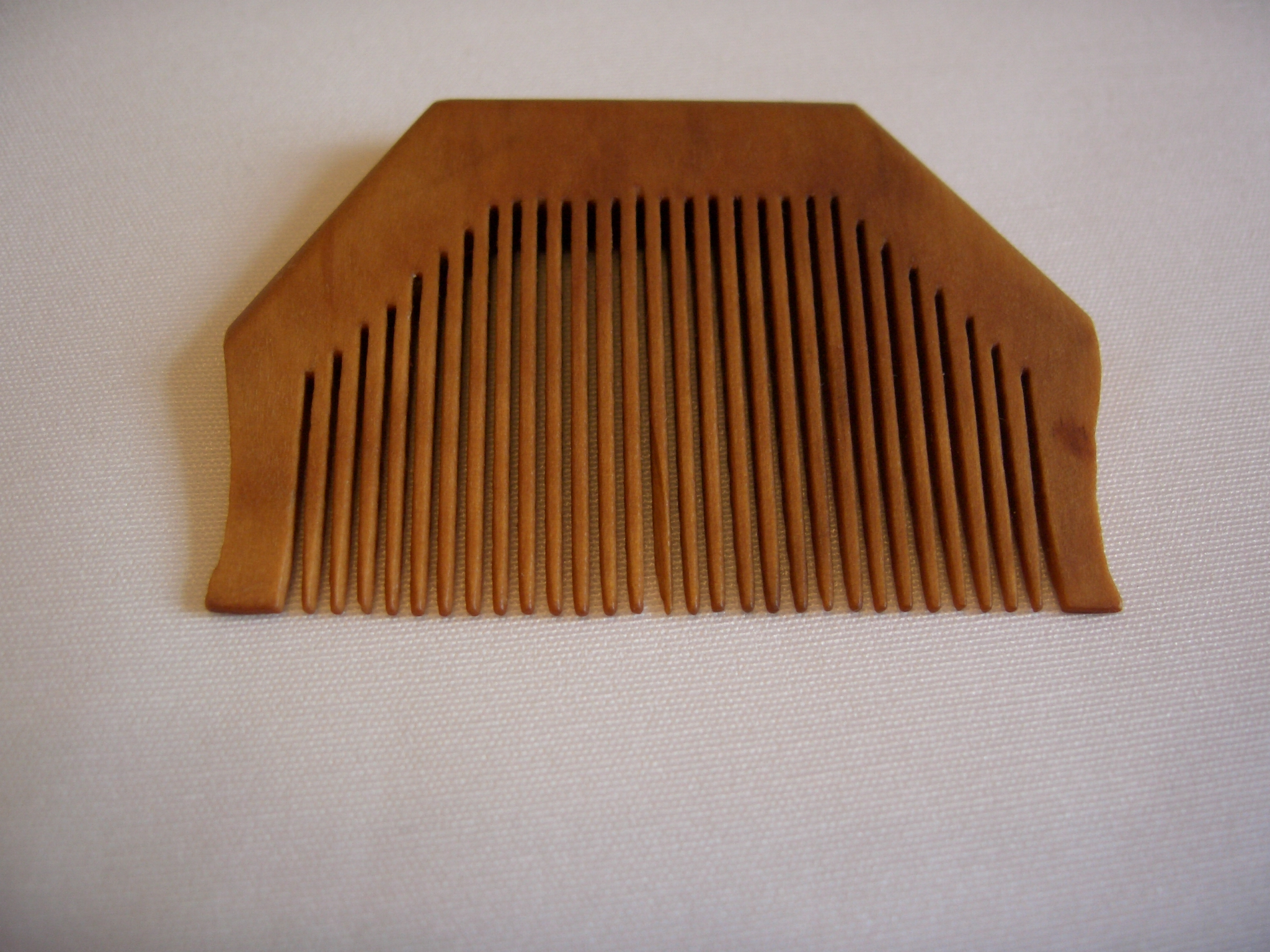
Канґа

Гребінь призначений для розчісування — сикх повинен розчісуватися принаймні двічі на день. Канґа заколюється в зачіску під тюрбаном.

## Кара

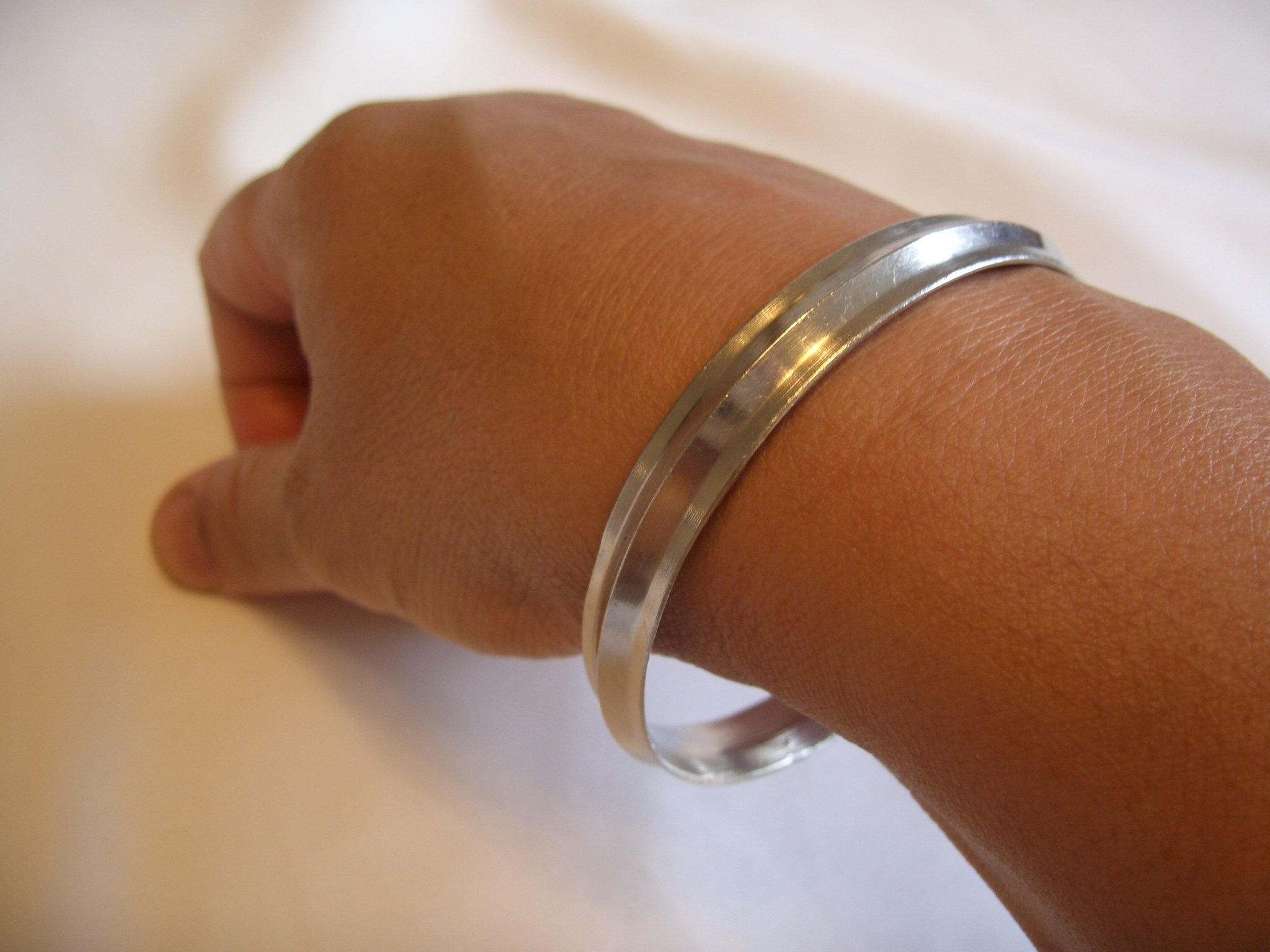
Кара

Браслет повинен нагадувати сикху про необхідність бути добрим. Якщо він задумав щось зле, то, глянувши на кару, повинен згадати про те, що він сикх і стриматися.

## Какча

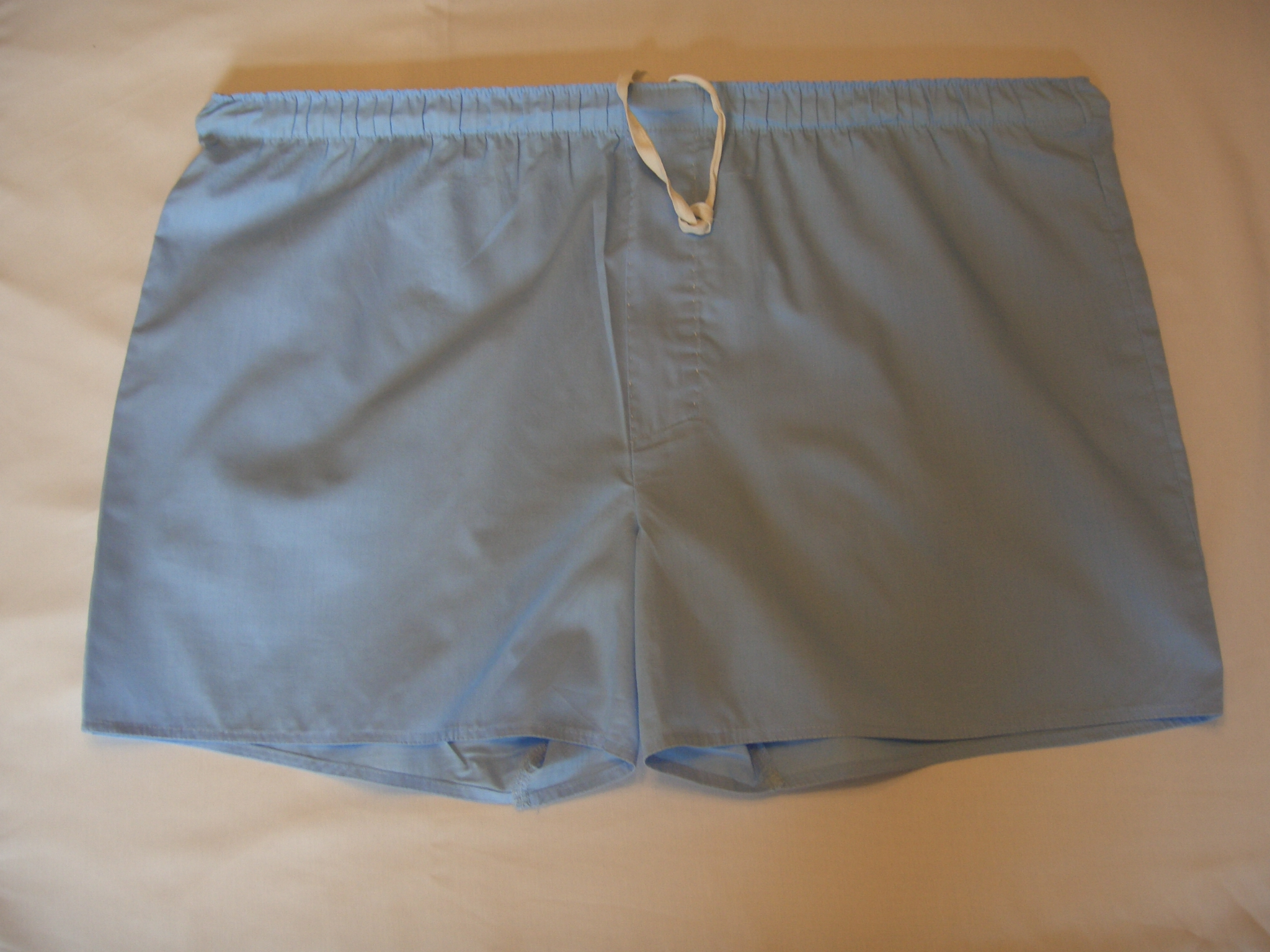
Какча

Бавовняна спідня білизна — зручний одяг в порівнянні з дхоті індуїстів. Какча давала сикхам переваги в бою, а також нагадувала про сексуальну стриманість. Какча носиться як чоловіками, так і жінками.

## Кирпан

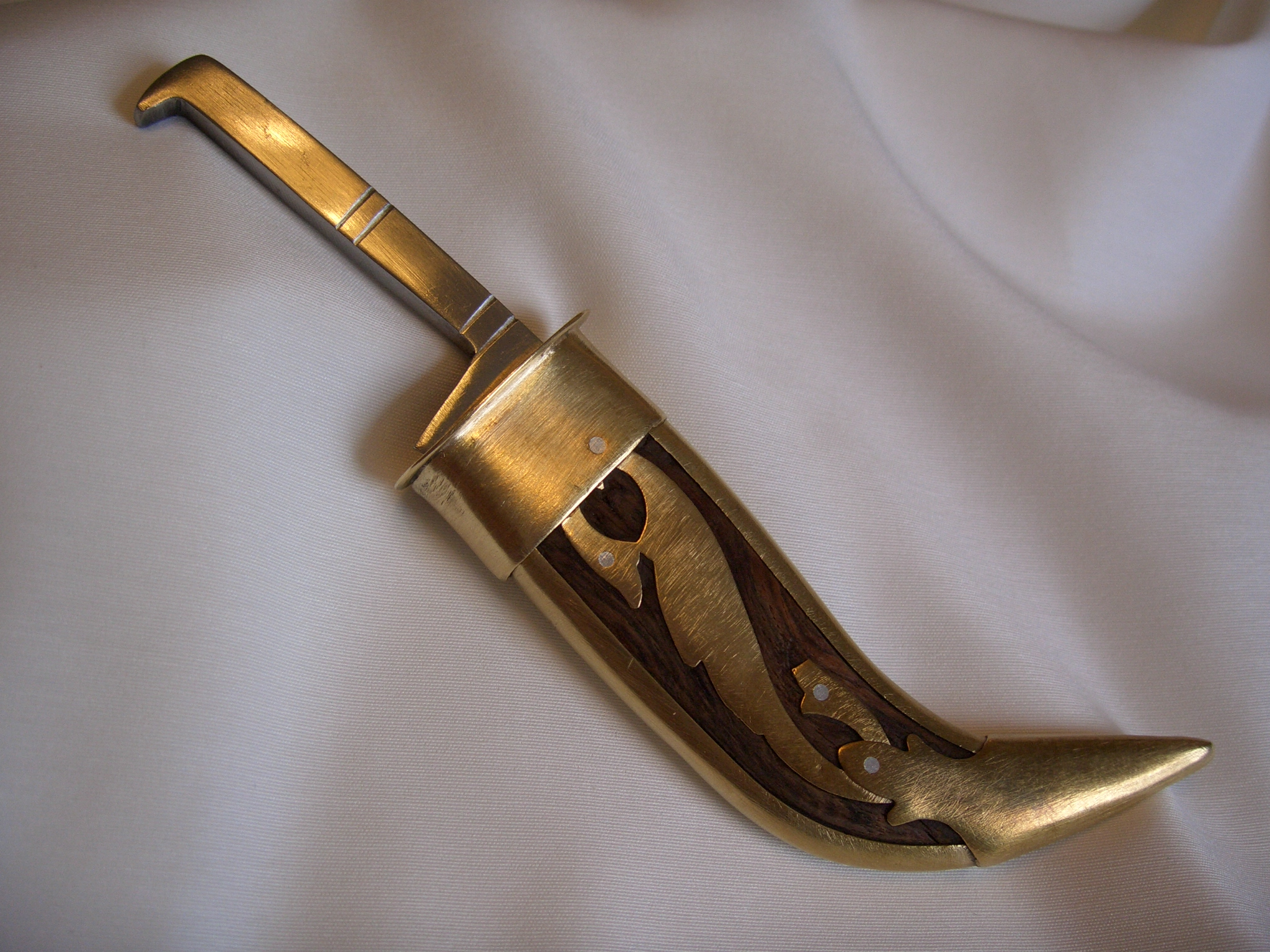
Кирпан

Сикхський меч — зброя, яку можна використовувати тільки для самозахисту та захисту інших. Сикхи носять його на поясі. Носіння холодної зброї сикхами в сучасному світі неоднозначне питання. В Індії кирпан носити дозволено, як релігійний об'єкт. Законодавства інших країн по різному трактують це питання. Наприклад, у Нью-Йорку був досягнутий компроміс — носити кирпан можна, але він повинен бути ножнах і замотаний липкою стрічкою так, щоб його не можна було витягнути.